# Deuxième circonscription d'Esitie
La deuxième circonscription d'Esitie est une des 135 circonscriptions législatives de l'État fédéré Amhara, elle se situe dans la Zone Sud Gonder. Son représentant actuel est Andarge Belay Tessema.